# Sármatas

Mapa del Imperio romano bajo Adriano (117-138 d. C.), mostrando la localización de Sarmacia al sur de la estepa ucraniana.

Los sármatas fueron un grupo de pueblos nómadas que hablaban lenguas iranias vinculados con los escitas. Dominaron la llanura póntica durante los siglos III y IV d. C., correspondiente al área de las actuales Ucrania, Rumanía y sur de Rusia.
Los sármatas (en latín sarmatæ o sauromatæ —la segunda forma utilizada sobre todo por los antiguos escritores griegos y la primera por los romanos—) fueron un pueblo iranio al que Heródoto (Historias 4.21-117) ubica en el siglo V a. C. en la frontera occidental de Escitia, más allá del Tanais (actual río Don).
En el siglo III a. C. los sármatas avanzaron desde el Cáucaso, invadiendo gran parte del territorio que hasta entonces ocupaban los escitas. En el siglo II a. C. se encuentra a los sármatas fuertemente instalados en las estepas que rodean al mar Negro, principalmente en territorios que en la actualidad corresponden a Ucrania y Polonia. De ahí que en geografía se nombre a las llanuras de la Europa Oriental al este de los Cárpatos con el nombre de Llanura Sarmática. Luego alcanzaron su máxima expansión hacia el siglo I a. C., cuando se extendían desde el mar Negro hasta el mar Báltico y desde el Volga hasta el Vístula y el valle medio del Danubio. Tal territorio fue llamado por los romanos Sarmatia (Sarmacia). Su final como potencia bélica se produce hacia el siglo III, cuando se extiende el «imperio» de los godos hasta Crimea y luego deben afrontar el ataque de los vándalos y los hunos.
Como pueblo iranio, los sármatas estaban relacionados con los escitas por el idioma y la mayor parte de su cultura.
Los sármatas nunca llegaron a constituir un Estado unificado, ya que se encontraban divididos en varias «tribus» o parcialidades. Algunas de ellas han persistido hasta tiempos contemporáneos y otras se han unido con otros pueblos (los sármatas son uno de los principales linajes de los actuales eslavos). Entre las parcialidades más destacadas figuran las de los alanos, roxolanos, yázigas, y algunos creen que los rashu del noroeste del mar Caspio formaron parte de estos sármatas-eslavos al emigrar, conocidos por los romanos y judíos como ros.

## Historia

### Origen
La etnogénesis de los sármatas se produjo durante los siglos IV a III a. C., cuando los nómadas relacionados con los escitas, originarios de las estribaciones meridionales de los Urales, emigraron hacia el suroeste, hacia el territorio de la cultura sauromana, entre el bajo Volga y el río Don. Estos nómadas conquistaron a los saurómanos, cuyo nombre acabó aplicándose al conjunto del nuevo pueblo formado a partir de estas migraciones, cuyas tribus constituyentes eran los Aorsoi, Rhoxolanoi, Alanoi, y los Iazyges. A pesar de la similitud entre los nombres sármata y sauromatiano, los autores modernos distinguen entre ambos, ya que la cultura sármata no se desarrolló directamente a partir de la cultura sauromatiana y el núcleo de la cultura sármata estaba compuesto por estos migrantes recién llegados.

### En la estepa póntica y en Europa
Durante los siglos IV y III a. C., el centro del poder sármata permaneció al norte del Cáucaso, y en el siglo III a. C. los centros más importantes estaban alrededor del bajo Don, Kalmykia, la zona del Kubán y el Cáucaso Central.
A finales del siglo IV a. C., los escitas, la potencia entonces dominante en la Estepa del Mar Negro, fueron derrotados militarmente por los reyes macedonios Makedon en 339 y 313 a. C., respectivamente. Experimentaron otro revés militar tras participar en la Guerra Civil del Bósforo en el 309 a. C. y se vieron presionados por los tracios Getai y los germanos Bastarnai. Al mismo tiempo, en Asia Central, tras la conquista por Macedonia del Imperio aqueménida, el nuevo Imperio Seléucida comenzó a atacar a los nómadas Sakā y Dahā que vivían al norte de sus fronteras, quienes a su vez presionaron a los sármatas hacia el oeste. Presionados por los Sakā y Dahā en el este y aprovechando el declive del poder escita, los sármatas comenzaron a cruzar el río Don e invadieron Skythia (más tarde en el periodo medieval, las campañas militares de Ismā'īl Sāmāni contra los Oγuz en Asia Central presionarán igualmente a los húngaros para que se desplacen hacia el oeste, a la cuenca de Panonia), y también emigrarán hacia el sur, al Cáucaso Norte.
La primera oleada de migración sármata hacia el oeste se produjo durante el siglo II a. C., y en ella participaron los sármatas reales, o Saioi (del escita-sármata *xšaya, que significa "reyes"), que se trasladaron a la estepa póntica, y los Iazyges, también llamados Iaxamatai o Iazamatai, que se asentaron inicialmente entre los ríos Don y Dniéper. Los Rhoxolanoi, que podrían haber sido una tribu mixta escita-sármata, siguieron a los Iazyges y ocuparon las estepas del Mar Negro hasta el Dnieper y asaltaron la región de Crimea durante ese siglo, al final del cual se vieron envueltos en un conflicto con los generales del Pontico rey Mithradatēs VI Eupatōr en la Bospora Khersonēsos, mientras que los Iazyges se convirtieron en sus aliados.
El hecho de que las tribus a las que antes se refería Heródoto como escitas fueran ahora llamadas sármatas por los autores helenísticos y romanos implica que la conquista sármata no supuso un desplazamiento de los escitas de la estepa póntica, sino que las tribus escitas fueron absorbidas por los sármatas. Tras su conquista de Skythia, los sármatas se convirtieron en el poder político dominante en el norte de la estepa póntica, donde empezaron a aparecer tumbas sármatas en el siglo II a. C. Mientras tanto, las poblaciones que aún se identificaban como escitas propiamente dichas se redujeron a Crimea y a la región de Dobruja, y en un momento dado los escitas de Crimea fueron vasallos de la reina sármata [Amagē]. El poder sármata en las estepas pónticas también se dirigió contra las ciudades de la Griega en sus costas, siendo la ciudad de Olbia Pontikē obligada a pagar repetidos tributos a los sármatas reales y a su rey Saitapharnēs, que se menciona en la Protogenēs junto con las tribus de los Thisamatai, los escitas y los Saudaratai. Otro rey sármata, Gatalos, fue nombrado en un tratado de paz celebrado por el rey Pharnakes de Pontos con sus enemigos.
Otras dos tribus sármatas, los Sirakoi, que anteriormente se habían originado en las llanuras transcaspianas inmediatamente al noreste de Kyrkania antes de emigrar al oeste, y los Aorsoi, se desplazaron hacia el oeste a través del Volga y hacia las estribaciones de las montañas del Cáucaso entre los siglos II y I a. C. Desde allí, la presión de su creciente poder obligó a las tribus sármatas más occidentales a emigrar más al oeste, y los Aorsoi y Sirakoi destruyeron el poder de los sármatas reales y de los Iazyges, y los Aorsoi pudieron extender su dominio sobre una amplia región que se extendía desde el Cáucaso, pasando por las Tierras bajas de Terek-Kuma y Kalmykia en el oeste, hasta la región del Mar de Aral en el este. Otro nuevo grupo sármata, los Alanoi, se originó en Asia Central a partir de la fusión de algunos antiguos grupos tribales con los Massagetai. Relacionados con los Asioi que invadieron Baktrianē en el siglo II a. C., los Alanoi fueron empujados hacia el oeste por los Kʰɑŋ-kɨɑ (conocidos por los autores grecorromanos como los Ιαξαρται Iaxartai en griego, y los Iaxartae en latín) que vivían en la cuenca del Syr Darya, desde donde expandieron su dominio desde Fergana hasta la región del Mar de Aral.
La hegemonía de los sármatas en la estepa póntica continuó durante el siglo I a. C., cuando se aliaron con los escitas contra Diophantos, un general de Mithradatēs. VI Eupatōr, antes de aliarse con Mithradatēs contra la Romana y luchar por él tanto en Europa como en Asia, demostrando la completa implicación de los sármatas en los asuntos de las regiones póntica y danubiana. Durante la primera parte del siglo, los Alanoi habían emigrado a la zona al noreste del Lago Maiōtis. Mientras tanto, los Iazyges se desplazaron hacia el oeste hasta llegar al Danubio y los Rhoxolanoi se trasladaron a la zona comprendida entre el Dnipro y el Danubio y desde allí más al oeste. Estos dos pueblos atacaron las regiones alrededor de Tomis y Moesia, respectivamente. Durante este período, los Iazyges y Rhoxolanoi también atacaron la provincia romana de Thracia, cuyo gobernador Tiberio Plaucio Silvano Aeliano tuvo que defender la frontera romana del Danubio. Durante el siglo I a. C., varios sármatas llegaron a la cuenca panónica y los Iazyges pasaron por los territorios correspondientes a las actuales Moldavia y Valaquia antes de asentarse en el valle del Tisza, a mediados de siglo.
Aunque los movimientos sármatas se detuvieron temporalmente durante el siglo I a. C. debido al ascenso del reino dacio de Burebista, se reanudaron después del colapso de su reino tras su asesinato y en el año 16 a. C. Lucius Tario Rufo tuvo que repeler un ataque sármata contra Tracia y Macedonia, mientras que otros ataques alrededor del 10 a. C. y el 2 a. C. fueron derrotados por Gneo Cornelio Léntulo.
Mientras tanto, otras tribus sármatas, posiblemente los Aorsoi, enviaron embajadores al emperador romano Augusto, que intentó establecer un acuerdo diplomático con ellos. Durante el siglo I de nuestra era, los Sirakoi y los Aorsoi, que eran mutuamente hostiles, participaron en la guerra romano-bospora en bandos opuestos: los Sirakoi y su rey Zorsines se aliaron con Mithridatēs III contra su medio hermano Kotys I, que estaba aliado con Roma y los Aorsoi. Con la derrota de Kotys, los Sirakoi también fueron derrotados y perdieron el dominio de la mayoría de sus tierras. Entre los años 50 y 60 de la era cristiana, los Alanoi aparecieron en las estribaciones del Cáucaso, desde donde atacaron las zonas del Cáucaso y el Transcaucaso y el Imperio Parto. Durante el siglo I de nuestra era, los Alanoi se expandieron por el Volga hacia el oeste, absorbiendo parte de los Aorsoi y desplazando al resto, y la presión de los Alanoi obligó a los Iazyges y a los Rhoxolanoi a seguir atacando al Imperio Romano desde el otro lado del Danubio. Durante el siglo I de nuestra era, dos gobernantes sármatas de la estepa llamados Pharzoios y Inismeōs acuñaban monedas en Olbia Pontikē.
Los Rhoxolanoi continuaron su migración hacia el oeste tras el conflicto en el Bósforo Khersonēsos, y en el año 69 d. C. estaban lo suficientemente cerca del bajo Danubio como para poder atacar a través del río cuando estaba congelado en invierno, y poco después ellos y los Alanoi vivían en la costa del Mar Negro, y más tarde se trasladaron más al oeste y vivían en las zonas correspondientes a la actual Moldavia y al oeste de Ucrania.
Los Rhoxolanoi continuaron su migración hacia el oeste tras el conflicto en el Bósforo Khersonēsos, y en el año 69 d. C. estaban lo suficientemente cerca del bajo Danubio como para poder atacar a través del río cuando estaba congelado en invierno, y poco después ellos y los Alanoi vivían en la costa del Mar Negro, y más tarde se trasladaron más al oeste y vivían en las zonas correspondientes a la actual Moldavia y al oeste de Ucrania.
La tribu sármata de los Arraei, que había tenido estrechos contactos con los romanos, acabó por asentarse al sur del río Danubio, en Tracia, y otra tribu sármata, los Koralloi, vivían también en la misma zona junto a una parte del pueblo escita Sindoi.
Durante los siglos I y II de nuestra era, los Iazyges molestaron a menudo a las autoridades romanas en Panonia; participaron en la destrucción del reino Quadi de Vannius, y a menudo emigraban al este a través de la Meseta Transilvana y los Montes Cárpatos durante los desplazamientos estacionales o para comerciar.
En el siglo II de nuestra era, los Alanoi habían conquistado las estepas del norte del Cáucaso y de la zona norte del Mar Negro y habían creado una poderosa confederación de tribus bajo su dominio. Bajo la hegemonía de los Alanoi una ruta comercial conectaba la estepa póntica, el sur de los Urales y la región actualmente conocida como Turquestán occidental. Un grupo de los Alanoi, el Antai, emigró hacia el norte, al territorio de la actual Polonia.

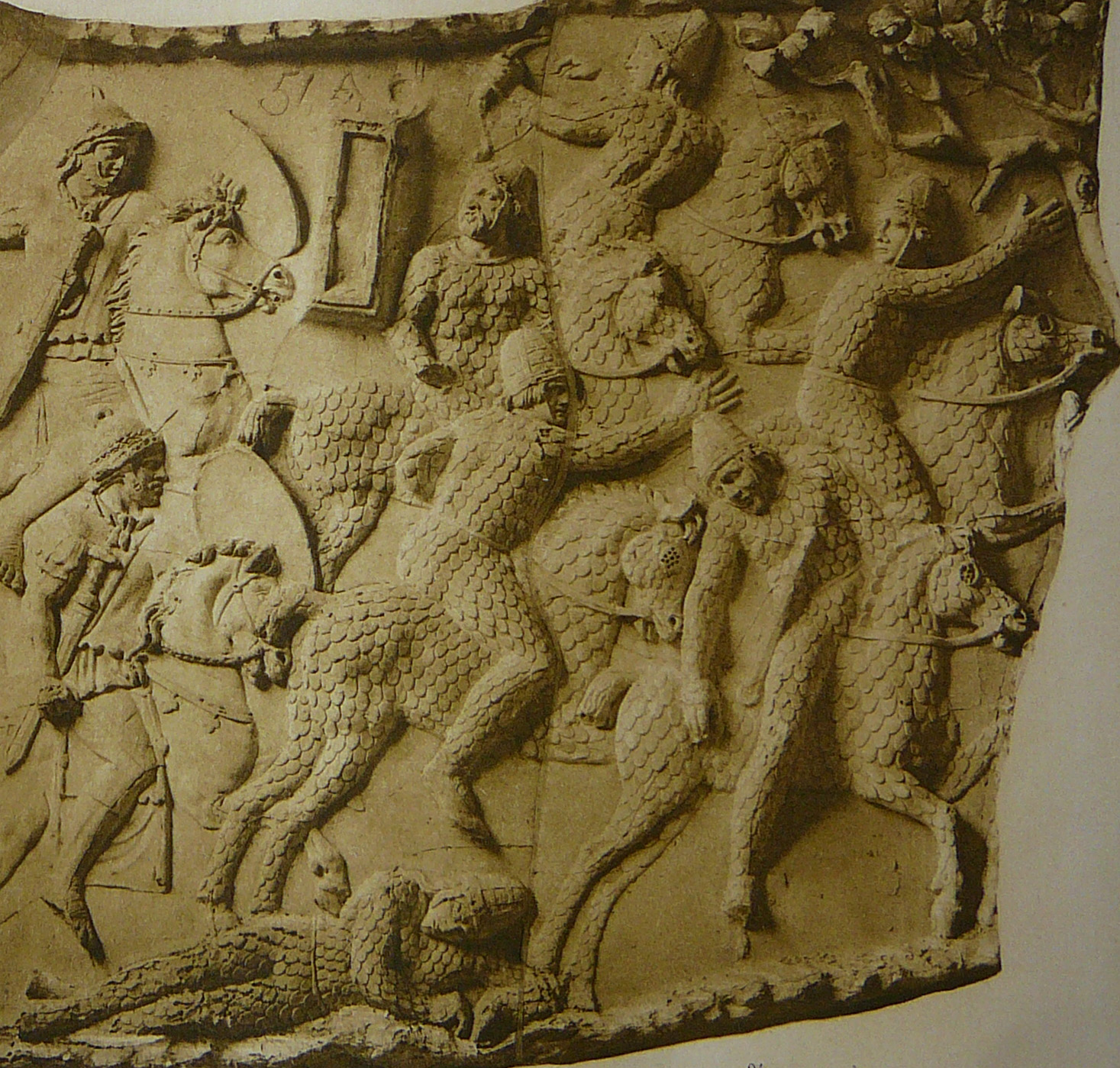
Catafractos sármatas durante las Guerras dacias tal como se ve representado en la columna de Trajano.

### Declive
La hegemonía de los sármatas en las estepas comenzó a declinar a lo largo de los siglos II y III de nuestra era, cuando los hunos conquistaron el territorio sármata en la estepa del Caspio y la región de los Urales. La supremacía de los sármatas fue finalmente destruida cuando los germánicos góticos, procedentes de la región del Mar Báltico, conquistaron la estepa póntica hacia el año 200 de la era cristiana. En el año 375 d. C., los hunos conquistaron la mayor parte de los Alanoi que vivían al este del río Don, masacraron a un número importante de ellos y los absorbieron en su política tribal, mientras que los Alanoi del oeste del Don permanecieron libres de la dominación huna. Como parte del estado huno, los Alanoi participaron en la derrota y conquista por parte de los hunos del reino de los ostrogodos en la estepa póntica. Algunos Alanoi libres huyeron a las montañas del Cáucaso, donde participaron en la etnogénesis de poblaciones como los osetios y los cabardos, y otras agrupaciones alanas sobrevivieron en Crimea. Otros emigraron a Europa Central y luego a Europa Occidental, desde donde algunos de ellos se dirigieron a Britania e Hispania, y algunos se unieron a los Vándalos germánicos para cruzar el Estrecho de Gibraltar y crear el Reino Vándalo en el norte de África.
Los sármatas del Reino del Bósforo se asimilaron a la civilización griega. Otros se asimilaron con los proto-Circasianos Meot, y pueden haber influido en la lengua circasiana. Algunos sármatas fueron absorbidos por los alanos y los godos. Durante la Alta Edad Media, la población protoeslava de Europa Oriental asimiló y absorbió a los sármatas durante las convulsiones políticas de esa época. Sin embargo, un pueblo emparentado con los sármatas, conocido como los alanos, sobrevivió en el Cáucaso Norte hasta la Alta Edad Media, dando lugar finalmente al moderno grupo étnico de los osetas.

## Etimología
(I) Geografía de Estrabón, fuente imprescindible de la antigüedad:
"2.  Innaviganti ad dextram Europaeis continui Scythae habitant, et Sarmatae, qui inter Tanaidem sunt et hoc mare, incertis plerique vagantes sedibus, de quibus disseruimos; ad laevam sunt Scythaes orientales, ipsi quoque vage, qui usque ad mare orientale et Indiam porriguntur. Veteres enim Graecorum scriptores universas gentes septentrionales Scytharum et Celtoscytharum communi nomine assecerunt. Qui vero primo... partes distinxerum, supra Pontum Euxinum et Istrum et Adriam habitantes Hyperboreos dicebant et Sauromatas et Arimaspos, eos vero qui trans mare Hyrcanum, partim Sacas appellabant, partim Massagetas, nihil tamen accuratius de iis dicere habentes, quamvis Cyri adversus Massagetas bellum narrarent...
Los escitas y los sármatas, que están entre el Tanaide [río Don] y este mar, viven sucesivamente a la derecha de los europeos, y la mayoría de ellos vagan por lugares inciertos, de los que hablaremos; a la izquierda están los escitas orientales, que también se extienden vagamente hasta el mar oriental y la India. Porque los escritores griegos antiguos llamaban a todas las naciones del norte escytas y celtoscytas con el nombre común. Pero primero distinguieron las partes, a los que vivían más allá del Ponto Euxino [Mar Negro], del Istrum [bajo Danubio] y del Adriam [sin localización] los llamaron Hiperbóreos, Sauromatas y Arimaspos, y a los que estaban  más allá del mar de Hyrcania los llamaron en parte Sacas, en parte Massagetes, sin embargo [los griegos], no tenían nada más preciso que decir sobre ellos, aunque relataban la guerra de Cyro contra los masagetas...”.
Los griegos nombraban a los sármatas sauromatas, etimología que quizá venga de *saura, σαῦρα (zool.) lagarto y * élasma, ἕλασμα lámina || hoja o barra de metal; en el traductor Google del español al griego, cota de malla da  thórax ex elasmaton, θώραξ εξ ελασμάτων; es decir tórax de hojas o láminas metálicas, de esta forma saurómatas vendría a decir «los vestidos como escamas metálicas de lagartos». En las representaciones de guerreros sármatas en la Columna de Trajano, las vestimentas les llegan hasta los pies, igualmente protegían de la misma manera a sus caballos.
Miguel Cortés, en la traducción y comentario que hace de Silio Itálico, refuerza en parte lo expresado por Estrabón sobre celtas y escitas:
“... At non Sarmaticos attollens Uxama muros (4);
Tam levibus persulta equis, inc venit in arma
Haud haebi fragilis sonipes, crudoque vigore
Asper frena pati, aut jussis parere magistris...
... Uxama (Osma), que levanta sus sarmáticas murallas; antes bien, sus caballos son fuertes para la guerra, en la que resisten largos años, y por su bravura apenas sufre el freno u obedece a la voluntad del jinete...
[Nota] (4) Hoy Osma, ciudad celtíbera, de población mezclada de celta y de la ibera: aquella venida de la Sarmacia europea, que era región vecina a la Scytia, y scytica de origen, aunque lo resista Pinkerton, singular en este punto”.
Un añadido más para resumir la posible etno-etimología de los sármatas se hallaría en la cerámica ibérica, concretamente en el denominado «Vaso de los guerreros»  de Edeta o actual Llíria (Valencia); infantes, jinetes y monturas son representados con  cotas (los primeros) y bardas (los équidos). 
Y de nuevo el señor Cortés en otros bellos versos de S. Itálico:
“... Hos inter clara thoracis luce nitebat
Sedetana (1) cohors, quan Sucro rigentibus undis,
Atque altris celsa mittebat Saetabis arce (2)...
... Entre todos estos [gravios o graios, ancestros griegos] brillaba por sus corazas la cohorte Sedetana, enviada al ejército de Aníbal por el Xúcar, de frescas aguas, y de la encumbrada ciudadela de Setabis...
[Notas] (1) Sedetana es lo mismo que Edetana, de Edeta... (2) Saetabis, hoy Játiva...”.(II)
De (I) a (II) Datos de Vástagos de Hércules I (pendiente de edición).

## Ejército de los sármatas
La tecnología militar del pueblo sármata influenció la tecnología de sus aliados tanto como la de sus enemigos. Las cualidades guerreras de los sármatas, de sus ancestros, los saurómatas, y de sus descendientes, los alanos, han sido a menudo descritas por los autores antiguos. Polibio, Diodoro Sículo, Estrabón, Flavio Josefo, Tácito, Pausanias o Dion Casio han dejado cuadros testimoniales muy vivos de estas tribus iraníes que tenían costumbres tan exóticas para los griegos y los romanos.
Muy jerarquizados, los sármatas tuvieron varios reyes y, por lo menos, una reina: Amagê. De hecho, las mujeres tenían una elevada posición social y las guerreras de la fase antigua, que realmente existieron, han contribuido a mantener vivo el mito de las amazonas.
Inicialmente instalados entre el Don y el Ural, los primeros sármatas invadieron los territorios de los escitas. Después, vencieron a los partos y a los armenios. Desde el final del siglo I a. C., se enfrentaron a los romanos en el sur del Danubio. Durante el siglo II, después de varias confrontaciones, los romanos reclutaron a varios lanceros sármatas. Más tarde, crearon unidades de catafractos, tomando de los sármatas la armadura de escamas, la lanza larga (contus), la espada con pómulo anular y hasta su insignia: el Draco (una especie de palo tubular cuya embocadura de bronce representa la boca de un dragón).